# Didemnum guttatum
Didemnum guttatum är en sjöpungsart som beskrevs av Monniot 1996. Didemnum guttatum ingår i släktet Didemnum och familjen Didemnidae. Inga underarter finns listade i Catalogue of Life.